# 1986年莱茵河污染事件
1986年莱茵河污染事件（也称为山德士化学泄漏事件）是指1986年11月1日发生在瑞士巴塞尔，因为化工厂仓库发生爆炸起火，导致大量由磷化物、汞等制成的杀虫剂、除草剂、杀真菌剂的有害物质随着灭火用水流入莱茵河，导致莱茵河下游生态遭到破坏、影响多国沿河居民生活的水污染事件。

## 背景
施魏策哈勒工业园区是位于瑞士巴塞尔重要工业区，地处莱茵河畔。属于山德士公司的956号仓库便坐落在工业园区内。956号仓库原本是为了储藏机械设备而建造的，在后期才开始储存化学产品，建筑物内的烟雾探测系统和喷水灭火系统却并未随着储存物的改变而升级。除此之外，关于事件当时的库存记录程序也并不完善。仓库中总共存有约1250吨农用化学品和207吨的反应中间体，其中最主要的包括超过800吨的磷酸酯杀虫剂、将近300吨的乙拌磷（包括130吨的甲基乙拌磷）、60多吨的乙嘧硫磷、不到65吨的胺丙畏、超过25吨的恶霜灵、接近10吨的杀螟硫磷、以及被罗丹明B标记的1.5吨的乙酸苯汞杀真菌剂及其他高毒性汞化合物等。另外，956号仓库的附近的仓库有储存毒性极高的光气以及风险极高的金属钠。

## 火灾事故
1986年10月31日夜，储藏在956号仓库的无机颜料普鲁士蓝的外包装被明火点燃，而仓库工人并没有意识到。颜料随即被点燃，火势逐渐扩大开来，不断出现三四十米的火球和爆炸发生、有的化学桶被抛到20米的高空，在50公里外就能看到燃烧的火焰。午夜过后的0点19分，巴塞爾鄉村州交通巡逻队发现从仓库房顶有火焰喷射出来，于是报告了施魏策哈勒工厂和附近利斯塔尔的消防部门，几分钟后，山德士和穆滕茨第一批消防队员赶往火灾现场并试图扑灭大火，然而前期救援工作中，因为过大的火势、使得消防队员能做的仅限于保护周围的建筑避免被大火波及。随后来自巴塞爾城市州、比爾斯費爾登、普拉特恩等地的10个消防队共160名消防员以及巴塞爾鄉村州灭火船参与了救火。凌晨3点40分左右，消防员使用了大量的水逐步控制住了火势，与此同时，当局在工业园附近的社区通过警报器以及DRS电台等电台发布警告，要求附近居民紧闭门窗。园区附近的A2及A3高速公路被封闭，公共交通陷入停滞。凌晨5点，大火被扑灭。早上7点，在当局清扫结束之后，道路解封，警报解除。

## 污染

### 水污染
水体及泥沙污染
火灾对莱茵河的河水污染最为严重。灭火行动使得10,000到15,000立方米的消防用水裹挟着达10至30吨的化学污染物通过原本为冷却水设计的排水管流入了莱茵河。火灾后一整天，消防用水形成了40至70千米长的毒水波并流向下游900公里，11月1日抵达法国边界，11月9日抵达荷兰边界并在流经6个国家之后流入北海。流入莱茵河中数量最多的污染物为磷酸酯、乙拌磷和甲基乙拌磷，不过随着其他支流的汇入以及流入河流的地下水的纵向扩散，这些物质的浓度在下游大大降低。另外，用来标记乙酸苯汞的无毒颜料罗丹明B也被排放到莱茵河中，这使得莱茵河河水一度变为红色。消防用水的泄入对莱茵河河底也有影响，在泄入点附近有毒物质使得莱茵河约700平方米的河底遭受到了严重的污染。除此之外，流动河段有毒物质沉淀现象并没有被发现，在下游壅水区，河底泥沙遭到污染物的污染。
生态影响
污染对莱茵河的生态系统产生了非常严重的影响。离事故现场远近不同，生态被破坏的程度也不同，在事故现场附近，生态系统被严重破坏，400公里内的生物全部死亡，而在莱茵河640公里处的巴特洪内夫只观察到微弱的影响。这次事件造成了从施魏策哈勒工业园区的莱茵河159公里处到560公里的罗蕾莱之间大量鳗鱼死亡。其他鱼类如茴魚，褐鳟，梭鱼和白梭吻鲈也受到影响。从巴塞尔至莱茵河畔布赖萨赫，无脊椎动物（例如小虾、蜗牛、蚌等）的生存环境被严重破坏，到美因茨地区无脊椎动物的数量明显减少，在莱茵河下游也出现了一些破坏的情况。数月之后，水道系统逐步恢复，然而此时大量外来物种入侵了这片水域，对当地的生态也有不利的影响。
对下游居民的影响
巴塞尔下游需要莱茵河提供水源的取水口超过10处，其中最大取水量的一处达70立方米每秒。由于警报的延误，取水口没有及时关闭导致由莱茵河供水的运河系统（科尔马运河、罗讷-莱茵运河、于南格运河等）被污水所污染。公共饮水受到影响。德国莱茵河流域的自来水厂以及供水企业都实行了关闭取水口最长达20天的措施，以保证不会受到污染，即便如此依然在莱茵兰-普法尔茨的水井中监测到了污染物。荷兰为了将污染水尽快排入北海则直接开启了下莱茵河和莱克河大坝的水闸。

### 其他污染
大火对空气也有影响。当地居民闻到了臭鸡蛋和燃烧橡胶的臭味。然而当地居民因为电台不完整或矛盾的信息，导致当时人们并不知道空气污染有多危险，即便到了1日早上7点，路面解封，警告解除时空气污染是否危险，当局也没有给出明确结果。之后，当局认为并不会因为空气污染而带来任何伤害。事后才公布，仓库里的三氯杀螨砜杀虫剂是可以形成二𫫇英的，不过在随后的土壤测试以及消防员面具活性炭检测中并没有检测到过高的浓度。即便如此，依然有超过1250人需要接受呼吸道刺激治疗。
火灾对地下水和土壤产生威胁。火灾过后，现场留下了2700吨未被烧尽的材料及残骸，为了处理完这些污染物，山德士公司在现场安装了一个带有特殊废气处理系统的棚屋。大约有9吨的农药和135公斤的有机汞化合物渗入土壤11米，其中最外层的6米污染最为严重。

## 调查及处理
事故发生之后，便开始了净化工作。由于红色燃料和污染物混合被排放到了莱茵河，导致沉积的污染物比较容易被发现。为了防止污染物继续冲往下游，11月18日，事故方公司开始对事故现场附近的莱茵河河底淤泥进行了抽吸疏浚，后期由一家专业的荷兰公司完成，1星期内清除了4000平方米水域中大约1吨的农用化学品。之后又对其余污染较轻的区域进行净化。在实施净化工作期间，在瑞士比尔斯费尔登以及法国维拉日讷夫两地分别对莱茵河河水水质进行了检测，结果显示污染物并未增多。面对对土壤和地下水的污染所采取的措施包括将两根竖井插入90米的地下降低地下水水位，还有将污染土壤区通过使用沥青密封，并利用竖井的洞对污染程度和最重要污染物进行监测和风险评估，之后使用不同工艺对场地土壤进行净化。事故现场，山德士付出了大量的时间和人力将2685吨重的受污染物质分类存放，这些污染物质被存放在了250节车厢和6000多个储存桶中，供以后处理。1987年6月24日，150吨受污染的砖块被当地垃圾场处理，7月，大约450吨被净化过的废金属被融化。山德士承诺建立两个总容量为17500立方米的人工水域用以未来的消防工作，并重新安装了新的防火和检测设备，并每周向当地消防部门更新库存清单副本，并停止在该工业园生产含汞的产品以及储存光气产品。
面对突然的灾难，居住在莱茵河畔的居民非常愤怒，在11月9日山德士安全主管汉斯·温克勒（Hans Winkler）前往巴塞尔市政府进行会议时，抗议者向他投掷死鳗鱼和瓶装河水，有的抗议者甚至朝他脸上吐口水。在巴塞尔市的集市广场，有超过1万人为了抗议对莱茵河造成的破坏而在此游行。1986年11月5日，山德士董事长马克·莫雷为大火造成的伤害道歉并表示山德士会承担一切费用。1986年11月13日的记者会上，山德士安全主管汉斯·温克勒承认山德士低估了仓储风险，特别是处理消防用水的问题。然而仅有两名消防员被告上法庭，原因是他们的救火行为造成了莱茵河污染，而山德士公司却免遭问责。
事故后不久便开始了调查，根据官方调查得出的结论是，普鲁士蓝的塑料外包装萎缩是火灾原因，导致普鲁士蓝开始在无焰无烟的缓慢燃烧并逐渐点燃整个仓库。然而2017年有前山德士员工向《巴塞尔日报》爆料称，山德士公司本计划在火灾当晚为退休职工举行烟火表演，而烟花正存放在956号仓库中，存放烟花的大厅也发生了大火，所以那些烟花也有可能是火灾的真正原因，然而这种说法并未得到官方的证实。
2011年10月，巴塞尔乡村州环境保护和能源办公室对事故地点进行评估，认为事故地点因为地表依然有几百公斤的恶霜灵正在慢慢分解且并不清楚在深处的是否为饱和污染，而且与供水井毗邻，有一个需要被长期监测的污染场地，然而并未对其进行翻新。此地的地下水暂时没有超过毒性阈值也没有其他风险。

## 长期规划及后续监测
保护莱茵河国际委员会因为这次事件起草并通过了《莱茵河行动计划》（the Rhine Action Programme，RAP）以恢复莱茵河原有生态，《计划》提出目标是主要有以“鲑鱼2000”为标志的让珍贵鱼类重返莱茵河，将永久污染物的排放量减少，将事故的风险降低以及改善水文和生态条件。《计划》实施后，在1995年，便有9尾鲑鱼在伊费茨海姆的大坝下被捕获。1985年到2000年间，重点污染物被减少了70%到100%。意外事故中产生的有害物质大大减少，除此之外，包含预警、通知、监管、化学检测、运行莱茵河预警模型的《国际预警报警计划》（the international Warning and Alarm Plan》也开始运行于日常的工作之中。为了改善水文和生态条件，保护莱茵河国际委员会在整个莱茵河流域花费了800多亿欧元使得沿岸6000万居民的96%生活用水连接到了污水处理厂，这些处理厂能去除90%以上的好氧化合物、80%的氮、85%以上的含磷化合物。另外还修建了56个能定期监测水质的水质监控站。此次事件直接促成了《巴塞尔公约》 以及《莱茵河保护公约》的签订并导致欧盟修订了《塞维索2号法令》。

## 纪念铜像
在火灾发生之前，艺术家贝蒂娜·艾辛受到山德士公司的委托制作《市场喷泉》来捐赠给巴塞尔市并将会放置在巴塞尔市的集市广场。喷泉被设计为青铜桌子，并装满各种农产品，象征着郁郁葱葱的市场。火灾发生后，艾金想要对这场火灾进行纪念并修改了喷泉设计。然而山德士公司并不想在在巴塞尔的广场上放置一处会永远记录灾难的设计，于是撤回了订单。艾金在设计的桌子上除了记录着约翰·彼得·赫贝尔的诗歌《瞬间（Die Vergänglichkeit）》，还记录着火灾发生的地点和时刻“Z.B., 1. Nov. 1986, 00.19 h”。现在，这个作品被放置在巴塞尔大教堂的回廊中。

## 备注
1. ↑  因为前文提到的关系，化学产品总数并不一致，还有1351吨说[3]